# Steven Krueger
Pour les articles homonymes, voir Krueger.
Steven Krueger (né le 25 mai 1989) est un acteur américain. Il est connu pour ses rôles de l'entraîneur Ben Scott dans la série à succès Yellowjackets et de Josh Rosza dans la série The Originals

## Vie et carrière
Krueger est né à Appleton, Wisconsin et a grandi à Sarasota, Floride. Il a fait ses débuts d'acteur peu de temps après avoir déménagé à Los Angeles fin 2009 dans un épisode de la série 90210 . Au cours des années suivantes, il a fait un certain nombre d'apparitions récurrentes dans des séries notables comme Pretty Little Liars, Workaholics, Parenthood et Two And a Half Men.
En 2013, Krueger joue un rôle récurrent dans The Originals, le spin-off de la série à succès The Vampire Diaries . Son personnage, Josh, fut le premier personnage gay introduit dans la série  et devait initialement apparaître dans trois épisodes . Cependant, très apprécié des fans et à la fin de 2013, son rôle dans la série fut plus régulier. il est devenu une partie intégrante de la série tout au long de sa dernière saison en 2018. 
Depuis la fin de The Originals, il a continué à travailler sur un certain nombre de série. En novembre 2019, il a été annoncé qu'il rejoignait le casting du pilote de Yellowjackets, réalisé par Karyn Kusama. Krueger joue Ben Scott, l'entraîneur adjoint de l'équipe de football des filles du lycée qui est bloqué dans les montagnes après avoir survécu à un accident d'avion il y a 25 ans. Yellowjackets a fait ses débuts en novembre 2021. Toujours en 2021, Krueger a joué un rôle récurrent en tant que Heath dans la troisième saison de  Roswell, Nouveau-Mexique.

## Filmographie

### Cinéma
- 2015 : Chair de poule, le film : Davidson
- 2016 : Satanic : David

### Télévision
- 2009 : 90210 Beverly Hills : Nouvelle Génération : Vince (saison 2, épisode 6)
- 2009 : Cold Case : Affaires classées : Étudiant (saison 7, épisode 9)
- 2010 : Parenthood : Brody (saison 1, épisode 7)
- 2010 : Les Experts : Manhattan : Greg (saison 6, épisode 22)
- 2010 : Super Hero Family : Reynolds (épisode 4)
- 2010 : The Middle : Esteban (saison 2, épisode 5)
- 2010-2013 : Pretty Little Liars : Ben Coogan (3 épisodes)
- 2011 : In the Flow with Affion Crockett (en) : Acteur
- 2011 : Workaholics : Quaid Franklin (saison 2, épisode 1)
- 2012 : Madison High (téléfilm) : Pete
- 2012 : Zeke et Luther : Vin Jackman (saison 3, 2 épisodes)
- 2012-2013 : Mon oncle Charlie : Sean (saison 10, 2 épisodes)
- 2013 : Anger Management : Ryan Hoggett (saison 2, épisode 22)
- 2013-2018 : The Originals : Josh Rosza (46 épisodes)
- 2014 : Mes parents terribles (téléfilm) : Brady
- 2015 : Hawaii 5-0 : Eran Dobrian (saison 5, épisode 19)
- 2017 : Un terrible secret (téléfilm) : David
- 2017 : Ryan Hansen Solves Crimes on Television (en) : Orson (saison 1, épisode 3)
- 2019 : Good Trouble : Eli (saison 1, épisode 7)
- 2019 : NCIS : Enquêtes spéciales : Andrew Townsley (saison 16, épisode 15)
- 2021 : Roswell, New Mexico : Heath Tuchman (saison 3, 9 épisodes)
- 2021-2022 : Yellowjackets : Ben Scott (10 épisodes)